# Тай (народ)

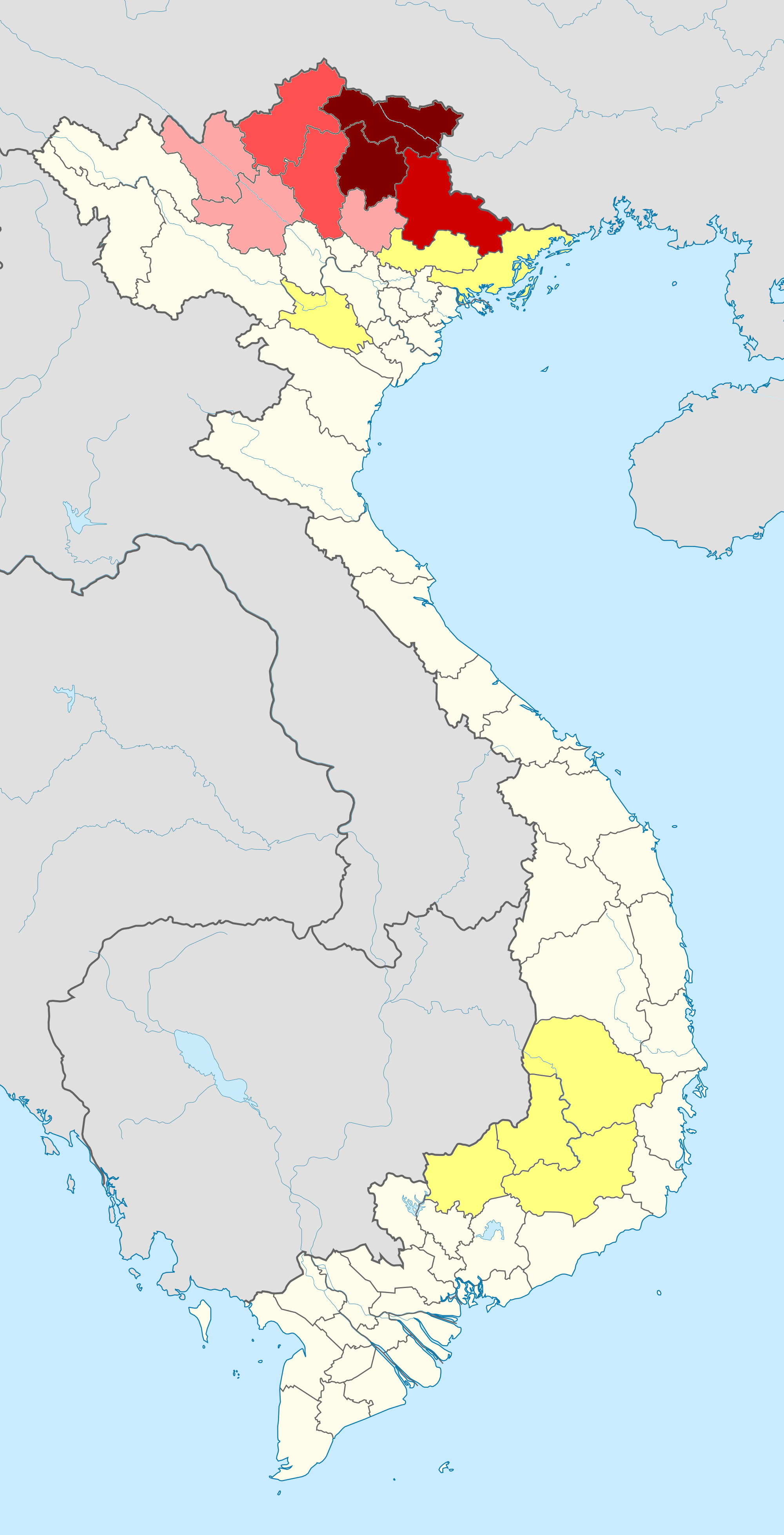

Таї (тай) (самоназва tho — «людина»; в'єт. Người Tày) — народ групи таї у В'єтнамі. Включає народності пазі (в'єт. Pa dí), тхо (в'єт. Thổ), нган (в'єт. Ngạn), фен (в'єт. Phén), тхулао (в'єт. Thu Lao) та інші.
Чисельність близько 1,5 млн осіб (друге місце після в'єтів). Поширені на північному сході В'єтнаму, на схід від річки Хонгха, в провінціях Лангшон, Каобанг, Баккан, Тхайнгуєн, Куангнінь, а також в деяких повітах провінцій Бакнінь і Бакзянг.

## Розселення
Предки тайських народів, які жили в II—I тис. до н. е. на південь від долини річки Янцзи, поступово мігрували на південь, до III століття н. е. досягли території В'єтнаму. Розселення тайських народів йшло двома шляхами: з провінції Юньнань по долині Хонгха в північно-західний В'єтнам і з провінції Гуандун і Гуансі в північно-східний В'єтнам. (Єгорунін 1999:509).

## Мова
Основна мова — тхо, близька до південночжуанської мови і мови нонг (нунг). Разом з ними утворює тхо-південночжуанську підгрупу північно-центральної групи тайських мов. Розмовляють також в'єтнамською мовою . (Єгорунін 1999: 509).

## Традиційні заняття

### Сільське господарство
Основне заняття — орне поливне землеробство і садівництво (рис, кукурудза, батат, маніок, овочі і фрукти: банани, персики, груші тощо; технічні культури — кориця, аніс, тютюн, бавовна). Розвинене шовківництво .
У долинах і на схилах навколишніх гір поширене поливне землеробство. На терасові поля (жуонг) вода подається з річок, що протікають у долинах, за допомогою систем водопідіймальних споруд, або шляхом відведення води по бамбукових трубах і канавах з гірських струмків, що беруть початок вище від терас. В останні роки все більшого поширення набуває трисезонна обробка земель і вирощування рису сорту нам ніть.
Сільськогосподарські знаряддя мало відрізняються від в'єтських. Для обрушування рису тай здавна використовують силу поточної води, встановлюючи на річках водяні колеса. (Толстов 1966: 130).

### Тваринництво
Друге місце за значенням у господарстві тай займає тваринництво. Вони розводять буйволів, биків, свиней, курей, гусей і коней. Якщо буйволи є майже в кожному господарстві, то коней використовують лише для транспортних цілей. (Толстов 1966: 130).

### Рибальство
Рибальство поширене у тай, що живуть уздовж берегів річок. Вони ловлять рибу переважно індивідуально, і рідше колективно — встановлюючи загати. Способів рибного лову багато, більшість схожі на в'єтські. (Толстов 1966: 130).

### Полювання
Коли зріє врожай, тай полюють на різних тварин: на кабанів, оленів, мавп тощо. Переважає облавне полювання на великих тварин, коли збираються майже всі дорослі чоловіки села. Здобич ділять порівну між усіма учасниками полювання, а голову віддають тому, хто перший завдав тварині смертельну рану. У непромисловому полюванні на мавп, що спустошують поля, активну участь беруть діти, що знищують їх із самострілів. (Толстов 1966: 130).

### Ремесла
У тай широко розвинене використання природних багатств: заготівля деревини і дров, ротанґа і бамбука, бульб кунау[прояснити], дикого кардамону, зерна якого широко використовуються в медицині, шелак тощо. Розвинені ремесла, домашні та кустарні промисли — плетіння з бамбука і ротанґа різних предметів домашнього вжитку, ковальське, також розвинене маслробство і цукроваріння. Але головне значення все ж надається ткацтву й прядінню. Майже в кожній родині у тай є свій ткацький верстат, і цей народ здатний забезпечувати бавовняними тканинами не тільки себе, але й сусідні народи. Тайська парча і вишиті тканини користуються великим попитом. (Толстов 1966: 130).

## Житло

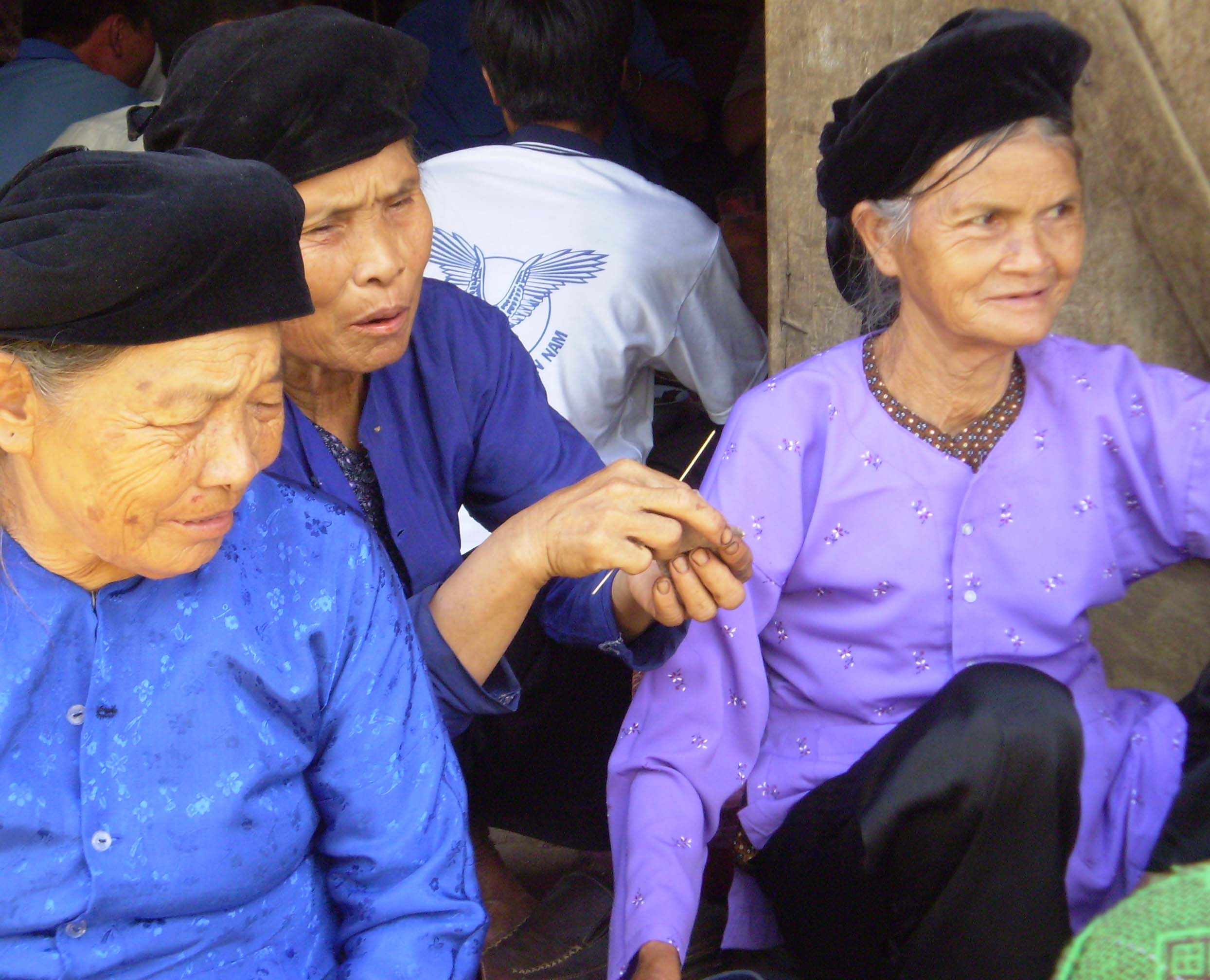
Жінки тай

Поселення тай (бан) від 20-25 будинків до 60-70 розташовуються на берегах річок і струмків, схилах пагорбів, зручних для обробки земель, уздовж доріг, а головний фасад житла зазвичай орієнтують на долини. Прямокутні будинки на палях, просторі, до 100 кв. м., серед зелені або бамбукової огорожі, яка оточує все село. Лише в районах зіткнення з китайцями і в'єтами можна побачити прості наземні будинки, на будівництво яких йде менше витрат і часу. На підлозі настил з розщеплених стовбурів бамбука, стіни також сплетені з бамбука: невеликих смуг з маленькими квадратними віконними прорізами.
Часто тай обходяться без «кімнатних» перегородок, умовно розділяючи будинок на дві половини; ближче до кута, де розташований вівтар предків, сплять батьки, потім неодружені сини і неодружені дочки і, нарешті, в протилежному кінці — одружений син з родиною. Сплять на матах, головами до головного фасаду будинку, поперек бамбукового настилу.
У приміщенні, як правило, є два вогнища: на одному готують їжу для сім'ї, на іншому — для гостей. Вогнище виглядає як залізна тринога, що стоїть на квадратній глиняній опоці. До будинку прилягає майданчик, обмежений різними господарськими будівлями, городом і невеликим фруктовим садом. Комора, хлів, курник зроблені з дощок бамбука, стоять на землі, а в господарствах, де немає хліва, худобу та птицю на ніч заганяють у споруджені під будинком спеціальні загони. (Толстов 1966: 130).

## Побут
Жіночий та чоловічий одяг складається з сорочки без коміра, довгої куртки і штанів темно-синього кольору (у жінок — пряма спідниця), у свята одягають білі куртки, тому тай називають «канн шлиа кхао» — «люди, що носять білу куртку». Жінки також носили головну пов'язку чорного кольору, на кінцях прикрашену кольоровою вишивкою, безліч срібних прикрас. (Цветов 1976: 131). Їжа — переважно рис, риба, овочі, рідше м'ясо. Варять рис на парі в складаній посудині (мо нинг) і займає це досить багато часу. Зварений висипаний на кругле дерев'яне блюдо рис їдять лівою рукою, а приправи — м'ясо, рибу й овочі, нарізані досить дрібно, їдять правою рукою за допомогою паличок. (Парнікель 2001: 48).

## Шлюб і сім'я
У минулому у тай побутували сильні пережитки патріархальних відносин, коли глава сім'ї — батько або старший брат — мав величезну владу над іншими членами сім'ї, а жінки були в приниженому становищі. Так їм заборонялося сидіти з чоловіками за одним столом і їсти з одного блюда.
Під час поділу майна старший син зазвичай отримував ділянку землі, дохід з якої йшов на утримання його батьків, а після їх смерті — на відправлення культу предків . Плюс до цього, він отримував свою частку.
До сих пір у тай ще зустрічаються такі сім'ї, де батьки і сім'ї одружених синів живуть в одному будинку, працюючи і споживаючи під одним дахом. Чоловік з дружиною можуть мати лише невелику ділянку для городу, доходи з якого йдуть на їх особисті потреби.
Серед поміщиків і багатих селян були нерідкі випадки багатоженства: чоловік повинен був або заплатити за дружину викуп, або відпрацювати тривалий термін у сім'ї її батьків (від 6 до 12 років). За відсутності синів зять зобов'язаний перейти в будинок батьків дружини, де він буде не тільки допомагати їм, але й зобов'язаний продовжити їхній рід, отримуючи їхнє прізвище та повне право спадкоємця. (Толстов 1966: 130).

## Вірування
Релігійні вірування в житті тай відіграють значну роль. Особливе місце займає віра в духа півня, здатного оселитися в сім'ї і завдавати шкоди оточенню.
Щоб вилікувати якусь хворобу, запрошують чаклуна, який здійснює обряд вигнання злого духа, супроводжуючи це жертвопринесеннями .
Одружені дочки, які живуть в іншій родині, будують недалеко від будинку невеликий вівтар на палях, де вони зобов'язані молитися духу померлого батька. У вівтар вони ставлять чашечку з рисом, водою і алкоголем. Але в житловому будинку жінки мають право відправляти культ лише померлих батьків чоловіка. (Парнікель 2001: 48).

### Похорон
До недавнього часу похоронні обряди тай були дуже дорогими і тривалими — від п'яти днів до місяця, поки чаклун не з'ясує сприятливий день для поховання. Зараз похоронні обряди з кожним роком спрощуються, а хворі все частіше звертаються по медичну допомогу. Хоча, варто відзначити, що тай продовжують приносити жертви духам. (Толстов 1966: 130).

### Свята
Головне свято — Новий рік, його відзначають найбільш урочисто: протягом першого місяця за місячним календарем влаштовують жертвопринесення предкам і духу села. Свято весни (лонг тонг) — відзначають перед початком сівби, основним змістом його є оранка першої борозни старійшиною села, оскільки раніше було повір'я, що якщо поле зорали до проведення цього обряду — то село чекає неврожай. Так само відзначають осіннє свято (хой хай). (Толстов 1966: 130).

## Культура
Усна народна творчість дуже різноманітна і самобутня. Пісні, сказання й історичні перекази передаються з покоління в покоління.

### Пісні
Улюблені народні пісні — весільні пісні (куанг ланг), коли сім'ї нареченого й нареченої вітають і хвалять майбутніх родичів і «почергові пісні» (лион), пов'язані зі знайомством і любов'ю молодих людей, які після трудового дня, розділившись на групи, співають одне одному. Улюблена народна розвага — пісенно-поетичні змагання (хан кхуонг), коли група дівчат стоїть на помості, а юнаки перед ними, і по черзі співають. (Нікулін 1958: 312).

### Писемність
До Серпневої революції тай не мали писемності, а користувалися лише китайською ієрогліфікою, видозміненою відповідно до тайської фонетики. В даний час, на основі в'єтнамської писемності і тайської фонетики, вироблена національна писемність тай. На базі цієї писемності ведеться навчання дітей у школах, видається політична і художня література. (Толстов 1966: 130).